# Монголія на зимових Олімпійських іграх 2014
Монголія на зимових Олімпійських іграх 2014 року у Сочі була представлена 2 спортсменами у 1 виді спорту. Країна не здобула жодної медалі.